# آلبرت نس
آلبرت نس (انگلیسی: Albert Nasse; ۲ ژوئیهٔ ۱۸۷۸ – ۲۱ نوامبر ۱۹۱۰) قایقران روئینگ اهل ایالات متحده آمریکا بود.